# مستشفى الأحساء
مستشفى الأحساء هو أحد مستشفيات الأحساء، أُسِسَ عام 2002 بجهود شركة الأحساء للخدمات الطبية، ويقع بشارع الأمير طلال بن عبد العزيز بالهفوف.

## مبنى المستشفى
يتألف المستشفى من خمسة طوابق ودور سفلي ذي قدرة استيعابية تصل إلى 250 سرير. ويمتد المستشفى على مساحة 50000 متر مربع، كما يضم مساكن للأطباء والممرضين ومصلى.

## الشراكات
يرتبط المستشفى بعقد اتفاق وتعاون مع كلية الطب بجامعة الملك فيصل لتدريب الطلاب وإكسابهم الخبرات السريرية اللازمة بحسب ما تقتضيه مناهجهم الدراسية، وكذلك مع كلية العلوم التطبيقية قسم التمريض، وكلية الصيدلة الإكلينيكية وكلية الدراسات التطبيقية وخدمة المجتمع.

## أقسام المستشفي
يحتوي المستشفى على العديد من الأقسام:
- قسم الجراحة
- قسم الأطفال وحديثي الولادة
- وحدة العناية المركزة لحديثي الولادة (NICU)
- وحدة العنادية المركزة للأطفال (PICU)
- وحدة العناية المركزة (ICU)
- قسم الطب الباطني
- قسم التوليد والأمراض النسائية
- وحدة العناية القلبية (CCU)
- وحدة الرعاية الممتدة للمرضى المسنين (ECU)
- قسم الطوارئ
- قسم الآشعة التخصصية والتصوير الطبي
- خدمات غرف العمليات
- وحدة أمراض الجهاز الهضمي
- مركز التعليم الطبي المستمر والتطوير المهني
- تفتيت الحصوات
- وحدة الغسيل الكلوي
- قسم الصيدلة
- قسم المختبر
- قسم بنك الدم
- قسم العلاج الطبيعي والطب الرياضي
- وحدة قسطرة القلب والشرايين
- مركز مغربي للعيون

## شهادات الاعتماد الحاصل عليها المستشفى
- في يونيو 2017 حصل السمتشفى على شهادة الاعتماد من المركز السعودي لاعتماد المنشآت الصحية (سباهي)
- في مارس 2018 حصل المستشفى على تجديد شهادة نظام إدارة سلامة الغذاء (الآيزو2005:22000)
- في يناير عام 2019 حصل مستشفى الأحساء على شهادة الاعتماد لسنتين قادمتين للمرة الثانية على التوالي من لجنة الاعتماد التابعة للكلية الأمريكية لعلوم الأمراض (CAP).، وبذلك أصبح واحدًا من المستشفيات التي حصلت على هذا الاعتماد والذي يفوق عددها 8000 مستشفى حول لعالم.
- في أكتوبر عام 2019 وللمرة لرابعة على التوالي لمدة ثلاث سنوات حصل المستشفى على شهادة الاعتماد الدولية لجودة المنشآت الصحية الأمريكية الصادرة عن اللجنة المشتركة الدولية لجودة المنشآت الصحية (JCI).[2]